# 100 oumbärliga seriealbum
100 oumbärliga seriealbum är en bok av Fredrik Strömberg, utgiven av Bibliotekstjänst 1999. Den är i första hand avsedd för bibliotekarier med serie-ansvar. Större delen av boken utgörs av presentationer av titelns 100 "oumbärliga" seriealbum, vilket även borde vara av intresse för den allmänna serieläsaren.

## Utgivning
- Strömberg, Fredrik; Stenflo Barbro (1999). 100 oumbärliga seriealbum: en presentation av de bästa seriealbumen på svenska. Lund: Bibliotekstjänst. ISBN 9170184437